# Cardiopatia reumatica
La cardiopatia reumatica fa parte di un quadro generale di febbre reumatica, che è una malattia infiammatoria acuta immunomediata e multiorgano che segue di alcune settimane un episodio di faringite da streptococco di gruppo A (Faringite streptococcica). Nei paesi occidentali la febbre reumatica ha subito una forte diminuzione dell'incidenza negli ultimi quarant'anni grazie al miglioramento delle condizioni socioeconomiche, alla maggiore precocità della diagnosi e quindi del trattamento delle faringiti; nei paesi in via di sviluppo, tuttavia, la febbre reumatica continua a essere un problema sanitario importante.

## Morfologia
La cardiopatia reumatica è caratterizzata dall'organizzazione del processo infiammatorio acuto che porta a fibrosi, in particolare i lembi valvolari diventano ispessiti e retratti deformandosi permanentemente. Le lesioni microscopiche più caratteristiche a livello cardiaco sono i corpi di Aschoff, focolai di collagene eosinofilo circondato da linfociti (principalmente T), occasionalmente si riscontrano plasmacellule e macrofagi rigonfi, nuclei centrali polilobati e cromatina disposta "a nastro ondulato" detti cellule di Anitschkow. Durante la fase acuta, l'infiammazione  diffusa e i corpi di Aschoff si possono repertare a livello del pericardio, del miocardio e dell'endocardio, portando così alla denominazione di pancardite.

### Pericardio
Nel pericardio l'infiammazione si associa a un essudato fibrinoso o sierofibrinoso, che porta a una pericardite a "pane e burro" che in genere si risolve senza sequele.

### Endocardio e Miocardio
Le lesioni macroscopiche sono tipiche della forma cronica e sono classicamente a carico delle valvole. Nella valvola mitrale, che è sempre coinvolta (nel 70% dei casi da sola) le cui modificazioni principali, nella fase acuta, sono lembi edematosi e la formazione di verruche sui bordi valvolari disposte "a rosario", che esitano, nella fase cronica, nell'ispessimento dei lembi, la fusione delle commissure, l'accorciamento e la fusione delle corde tendinee (infatti la febbre reumatica è responsabile del 99% dei casi di stenosi mitralica). Nei casi più gravi vi può essere un interessamento anche della valvola aortica. A livello microscopico anche nel miocardio troviamo necrosi fibrinoide e i corpi di Aschoff si ritrovano nel tessuto connettivo, in genere in sede perivasale. Possiamo trovare, inoltre, ispessimenti irregolari dell'endocardio noti come placche di MacCallum.

## Patogenesi
Si ritiene che la febbre reumatica acuta sia una reazione da ipersensibilità indotta dagli streptococchi di tipo A, ma l'esatto meccanismo patogenetico rimane sconosciuto nonostante i molti anni di ricerca.

## Caratteristiche cliniche
La febbre reumatica è caratterizzata da:
- poliartrite migrante delle grandi articolazioni
- cardite
- noduli sottocutanei
- eritema marginato della cute
- corea di Sydenham, detta anche chorea minor o anche ballo di San Vito, un disordine neurologico caratterizzato da  movimenti involontari e non finalizzati
- segni e sintomi aspecifici come febbre, artralgia, livelli citoplasmatici elevati di proteine di fase acuta